# آغبرادزور
آغبرادزور (ارمنی: Աղբրաձոր؛ ترکی آذربایجانی: Korcabulaq) یک منطقهٔ مسکونی در جمهوری آرتساخ است که در استان کاشاتاق واقع شده‌است.